# Jami' al-tawarikh

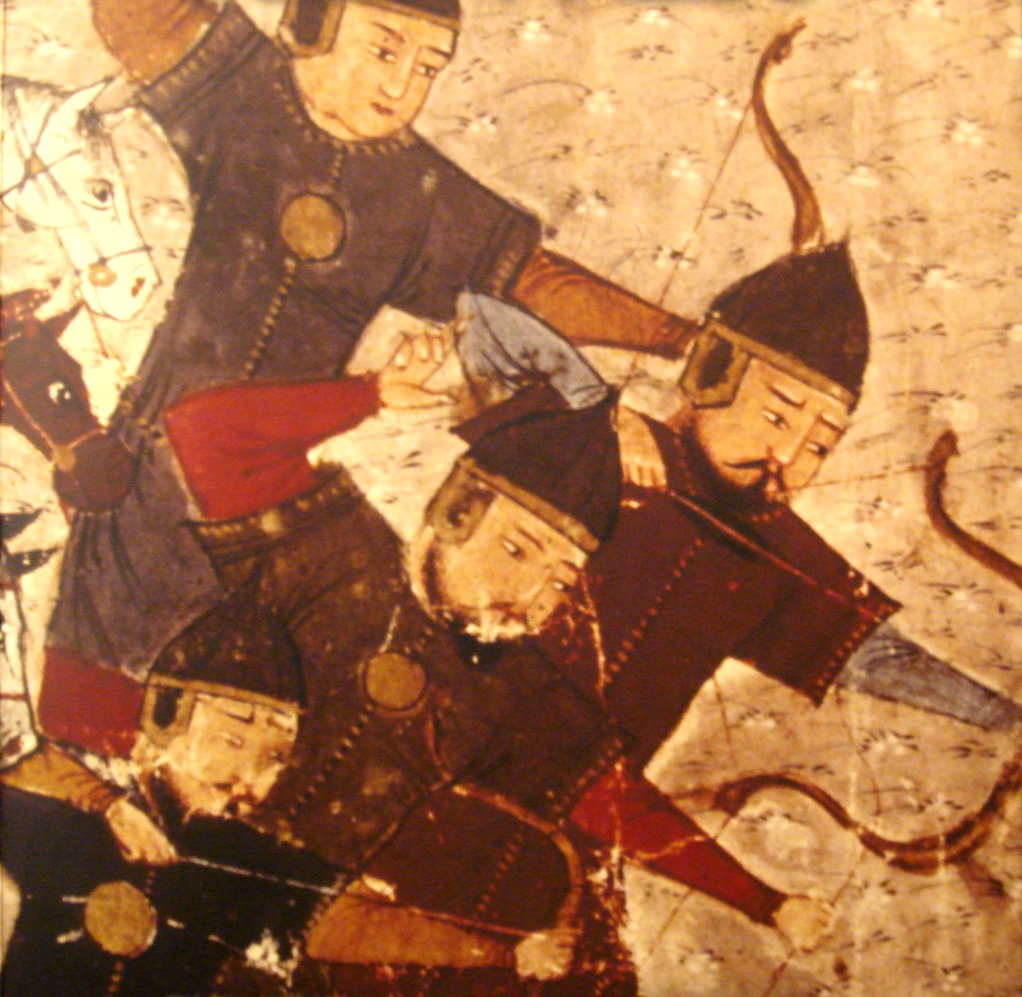
Mongol soldiers, in Jami al-tawarikh by Rashid-al-Din Hamadani, 1305-1306.

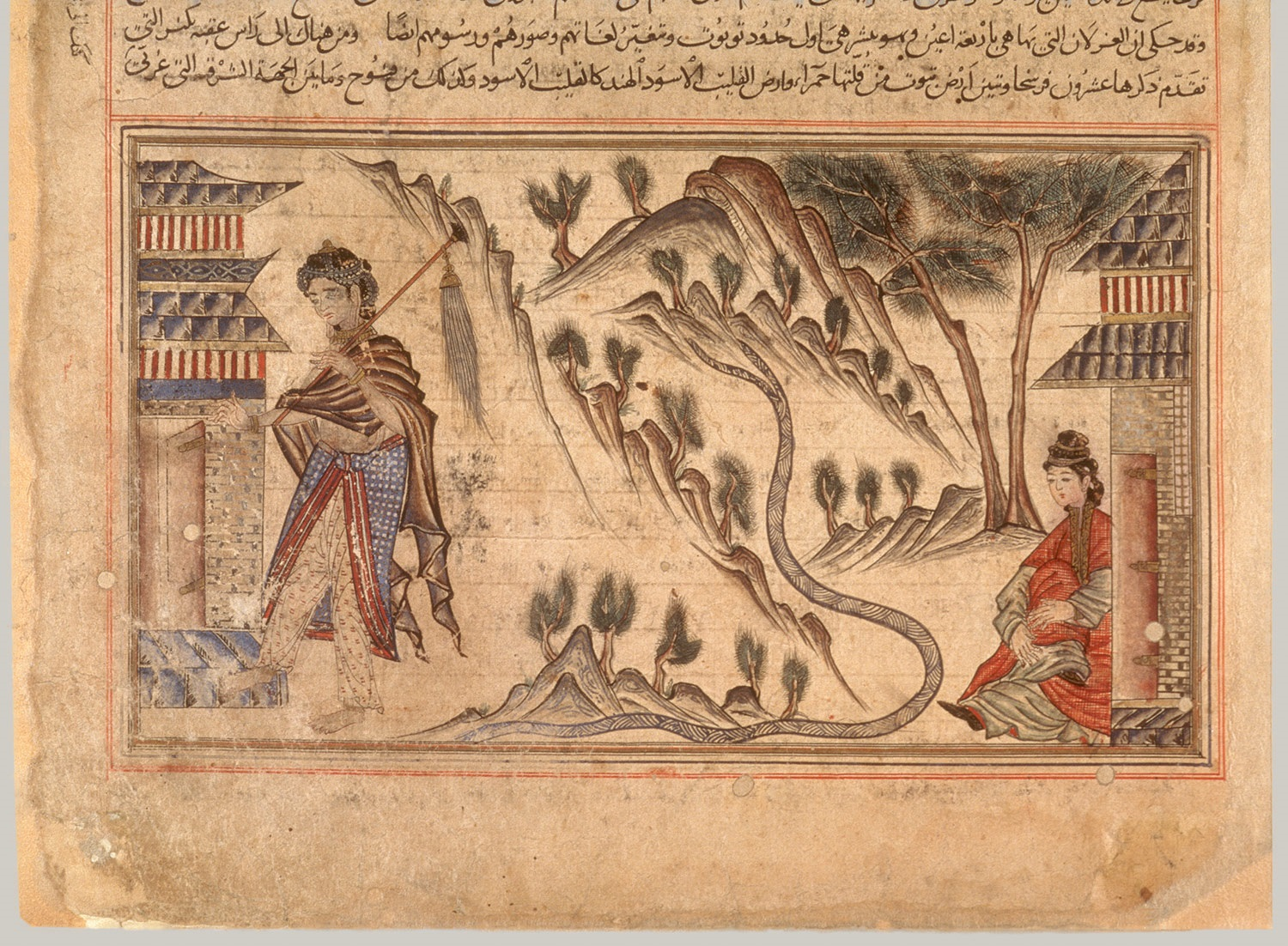
Mountains between India and China, Khalili Collections

Jāmiʿ al-tawārīkh, (arabiska:  جامع التواريخ  Compendium of Chronicles, mongoliska: Судрын чуулган, persiska:  جامع‌التواریخ ) är ett litterärt och historiskt verk som tillkom i det mongoliska imperiet. Det är skrivet av Rashid-al-Din Hamadani (1247–1318) i början av 1300-talet. Verkets omfattning har bidragit till att det kallats för "den första världshistorien". Det bestod av tre volymer, där cirka 400 sidor bevarats, med versioner i persiska och arabiska. Verket beskriver kulturer och viktiga händelser i världshistorien från Kina till Europa, och dessutom Mongoliets historia och deras kulturella arv.

## Utgåvor
- Rashīd al-Dīn Ṭabīb; Luther Kenneth A., Bosworth Clifford Edmund (2001) (på engelska). The history of the Seljuq Turks: from the Jāmiʻ al-Tawārīkh : an Ilkhanid adaption of the Saljūq-nāma of Ẓahīr al-Dīn Nīshāpūrī. Studies in the history of Iran and Turkey, 99-3528748-3. Richmond: Curzon. Libris 5460452. ISBN 0-7007-1342-5
- (på engelska) Jāmiʿ al-tawārīkh [Elektronisk resurs]. 2019. Libris mzpz5ngsk6vm0lxx